# Římskokatolická farnost Klášter
Římskokatolická farnost Klášter (též Klášter u Nové Bystřice) je zaniklým územním společenstvím římských katolíků v rámci jindřichohradeckého vikariátu českobudějovické diecéze.

## O farnosti

### Historie
Na sklonku 15. století se v místě dnešní obce usadili řeholníci řádu Nejmenších bratří sv. Františka z Pauly (tzv. pauláni) a založili zde svůj klášter. Roku 1533 klášter přepadli novokřtěnci a řeholníky povraždili. Klášter však byl později obnoven a trval až do roku 1785. Rok poté byla v místě zřízena lokálie, ze které byla v roce 1856 vytvořena samostatná farnost. V letech 1940–1945 byla nuceně podřízena diecézi v St. Pöltenu, poté byla navrácena do rámce českobudějovické diecéze. Ke dni 31.12.2019 farnost zanikla.
| Kostel                     | Místo   | Bohoslužba | Bohoslužba | Poznámka            |
| -------------------------- | ------- | ---------- | ---------- | ------------------- |
| Kostel Nejsvětější Trojice | Klášter | neděle     | 10.30      | bývalý farní kostel |